# Love Delight
Love Delight는 대한민국의 음악 그룹 다비치의 세 번째 미니 앨범이다. 2011년 8월 29일 엠넷미디어를 통해 발매되었다.
타이틀 곡은 전해성 작곡가의〈안녕이라고 말하지 마〉이며, 이 노래는 음원 공개 후 각종 음원 차트에서 1위를 차지 했으며, 2009년 8282의 1위 이후 다비치에게 2년만에 KBS 뮤직뱅크 2주 연속 1위와 SBS 인기가요 통산 2주 뮤티즌 송을 안겨주었다.
후속 활동곡은 곡 발매 당시 안녕이라고 말하지마와 더불어 높은 인기를 이끌어 냈던 강지원, 김기범 작곡가의〈사랑 사랑아〉였다.
5번 트랙 〈비밀〉은 강민경의 자작곡으로서, 한 프로그램에 출연하여 친구의 경험담을 곡으로 만들어 낸 것이라고 고백했다.

## 트랙리스트
1. 안녕이라고 말하지 마
  - 작사: 전해성
  - 작곡: 전해성
2. 사랑 사랑아
  - 작사: 강지원, 김기범
  - 작곡: 강지원, 김기범
3. 다신 찾지마
  - 작사: 최규성
  - 작곡: 최규성
4. HAPPY END
  - 작사: EZ-Life 1, 2
  - 작곡: 박해운
5. 비밀
  - 작사: 강민경
  - 작곡: 강민경
6. 안녕이라고 말하지 마 (inst.)

## 차트 기록 - 2011년 9월

### 가온차트
| 곡명 (앨범명)       | 디지털 종합 차트 | 온라인 차트 - 스트리밍 | 온라인 차트 - 다운로드 |
| ------------------- | ---------------- | ---------------------- | ---------------------- |
| 안녕이라고 말하지마 | 1위              | 1위                    | 2위                    |
| 사랑 사랑아         | 9위              | 13위                   | 9위                    |

## 차트 기록 - 2011년 연간차트

### 가온차트
| 곡명 (앨범명)       | 디지털 종합 차트 | 온라인 차트 - 스트리밍 | 온라인 차트 - 다운로드 |
| ------------------- | ---------------- | ---------------------- | ---------------------- |
| 안녕이라고 말하지마 | 18위             | 34위                   | 6위                    |
| 사랑 사랑아         | 91위             |                        | 63위                   |

| 이전 〈TV를 껐네... (Feat. 윤미래, 권정열 of 10cm)〉―리쌍 | 가온 디지털 종합 월간 차트 1위 노래 2011년 9월 1일 ~ 2011년 9월 30일 | 다음 〈동경소녀〉―버스커 버스커 |